# Jacques Petit
Jacques Petit est un peintre et graveur français né le 13 octobre 1925 à Montauban et mort le 22 avril 2019 à Choisy-le-Roi. Post-impressionniste, il a surtout été inspiré par les paysages du Jura.

## Biographie
Jacques Petit naît le 13 octobre 1925 à Montauban, dans le Tarn-et-Garonne. Il s'installe en 1939 à Choisy-le-Roi.
Il poursuit des études secondaires aux lycées Henri IV et Charlemagne à Paris mais c'est sans le baccalauréat qu'il entre à l'École Nationale des Arts Décoratifs en 1945. Il y étudie dans la section peinture murale auprès notamment de Marcel Gromaire et de Maurice Brianchon et en sort diplômé en 1949. Il rejoint alors pendant deux ans l'atelier de Gromaire. Il épouse la sœur d'un peintre jurassien, Dominique Mayet,, et se passionne pour cette région.
Petit participe à des expositions collectives à partir de 1954. Il fait partie des peintres dits de la seconde École de Paris. Proche du postimpressionnisme, il passe sa vie à peindre et expose ses œuvres en France (Grenoble, Paris, Lyon, Bagnols-sur-Cèze, Saint-Claude), mais aussi à Chicago, Osaka, Tokyo, Hong-Kong, Essen, Genève et Lausanne,. La galerie Drouet à Paris l'expose en continu entre 1959 et 1979.
Sa peinture est d'abord influencée par l’œuvre de Gromaire, à la fois par une palette sourde et terreuse faite de teintes additionnées de gris ou de marron et par les lignes géométriques qui marquent ses paysages et ses personnages. Puis, il gagne en spontanéité et en fraicheur avec des interprétations plus lumineuses et plus fraiches de sujets puisés dans la nature.
Il meurt le 22 avril 2019,.

## Distinctions
- Premier Second grand prix de Rome en 1951[4] ;
- Prix Fénéon en 1955[3] ;
- Prix de la Fondation Claude Bertault en 1979[3] ;
- Prix Dumas-Millier en 1988[3].